# Vintage Culture
Lukas Rafael Hespanhol Ruiz, mais conhecido como Vintage Culture (Mundo Novo, 7 de julho de 1993), é um DJ, empresário e produtor brasileiro de música eletrônica do gênero house music. Vintage Culture teve uma rápida ascensão lançando versões como "Blue Monday" do New Order e "Another Brick in the Wall" de Pink Floyd, que logo começaram a viralizar na rede junto com suas versões de "Bete Balanço" do Cazuza e "Bidolibido" de Fernanda Abreu.
Em 2016, lançou o EP Hollywood pelo selo Ganzá da Skol Music em parceria com a Spinnin' Records. Logo depois, com o produtor Slow Motion, emplacou o seu remix de "Drinkee" para a dupla Sofi Tukker lançado pela Ultra Music na posição #4 do chart Dance do Beatport e mesmo depois de um mês de lançamento se manteve no TOP 10 com a mesma.[carece de fontes?] Mas foi com "Wild Kidz", lançada pela Spinnin' Records, que Vintage Culture começou a ganhar reconhecimento internacional. A faixa entrou para o "Global Viral" do Spotify e recebeu suporte de Oliver Heldens, EDX e Sam Feldt.
Em 2015, Vintage Culture apareceu em #118 na lista de TOP DJs da revista britânica DJ Magazine e em #2 na lista de melhores DJs brasileiros da House Mag. Em 2017, vintage apareceu em #31 na revista DJ Magazine Além disso, foi eleito o DJ #1 na lista da House Mag em 2016.
Vintage Culture também é fundador e dono da gravadora Só Track Boa.

## Biografia
Lukas Rafael Hespanhol Ruiz nasceu na cidade de Mundo Novo, Mato Grosso do Sul em 7 de julho de 1993. Filho de Valdir Ruiz e Edmara Rita Hespanhol, tem uma irmã chamada Lohana Sthefanie Hespanhol Ruiz. Ele passou grande parte da sua infância em um povoamento de agricultores em Katueté, Paraguai, cidade pertencente ao departamento de Canindeyú, que faz divisa com o Brasil. Nessa época, ele ajudava seu pai em trabalhos na fazenda da família e seu desejo era ser "piloto de colheitadeira", conta. Aos 8 anos, se mudou para Mundo Novo, onde estudou no Centro Educacional Mundo Novo Mickey onde fez o ensino fundamental e formou-se no ensino médio.
Nesse tempo, seu tio trazia de suas viagens vários CD's de hard trance que acabou o estimulando a produzir suas próprias músicas. Ele disse que nessa época sua mãe era rígida e não o deixava sair de casa com frequência. Para o incentivar nos estudos, sua mãe que era dona de uma loja de departamento, o arrumou um computador da Positivo, que fazia parte do programa do governo federal à época Computador Para Todos que incentivava a população a ter acesso a informática e a internet, isentando os dispositivos a impostos como PIS/PASEP e COFINS em produtos de até R$2.500. Sem acesso a internet, ele passou a frequentar lan houses para baixar programas de produção e com isso, ele acabou ficando recluso em seu quarto focado em produzir músicas.
Seu pai, havia perdido o emprego e ficava preocupado com ele que só ficava no computador, até que Lucas deu a ideia de virar disc jockey (DJ). Ele lembra que seu pai lhe disse: "Você vai ser um nada". Como nessa época no Brasil a música eletrônica não havia muito destaque, Lukas então resolveu cursar Direito, já que era o sonho de seus pais que fosse um concursado público da Polícia Federal. Em 2012, aos 18 anos, mudou-se para Maringá, Paraná e morou sozinho em uma quitinete alugada pela sua mãe localizada em frente a faculdade. Na metade do curso, ele trancou a faculdade já que ele não frequentava mais as aulas. Já com acesso internet, ele passou a desenvolver ainda mais a habilidade do produção assistindo a vídeos de produção musical no YouTube, por exemplo.

## Carreira

### Primeiros anos
Em 2012, ele criou uma conta no Soundcloud e no seu lançamento ele assinava suas músicas ainda como Lukas Ruiz. Sua primeira faixa postada na plataforma foi o remix de "Blue Monday", música da banda inglesa New Order em 2012. Lukas disse em entrevista: "Todo mundo começou a perguntar quem eu era. (...) Meu som era mais lento, e isso chamou a atenção". Como o seu nome Lukas Ruiz se assemelhava a outro DJ brasileiro Victor Ruiz, as pessoas acabavam achando que ele era um cover de Victor, então ele decidiu criar um novo nome artístico. Ao ouvir uma das músicas da dupla de DJ's alemãos Adana Twins, ele decidiu criar o projeto Vintage Culture, com batidas pegajosas, num som mais sexy e devagar com samples de músicas da década de 70/80.

### 2013-14: Ascensão musical
Em 2013, ele lançou um remix da música "Another Brick in the Wall" do Pink Floyd, lançada em 1979 com duração de mais de 7 minutos. Nessa época, ele acabou sendo apadrinhado por Luiz Sala, conhecido também como DJ Feio, que também era antigo sócio da extinta agência Groove DJ Agency, em que Vintage fazia parte. Com a parceria, a Groove conseguiu incluí-lo pela primeira vez no Green Valley, clube que coleciona títulos mundiais na DJ Magazine. Na sua estreia no club, ele acabou chamando a atenção de Guga Trevisani, um dos sócios da mais importante empresa de casting do país, a Entourage Conteúdo Artístico. Trevisan, convidou Vintage para integrar o time da agência, porém ele sofreu recusa, pois Lukas afirmou que o projeto ainda não estava maduro o suficiente e que ele não iria receber devida atenção naquele momento. Ele acabou recusando o convite e continuou focado na expansão do projeto. "What U Want" foi lançado como seu primeiro single em 8 de abril de 2013.
Somente em fevereiro de 2014, quase um ano depois da proposta da Entourage, Vintage Culture entrou para a agência. Foi feito um novo press-kit para Vintage com uma equipe nova disponível para atender o artista e a criação do projeto audiovisual chamado "On the Road", em que mostra a carreira musical do artista.
Com o lançamento do remix de "Bete Balanço" do cantor brasileiro Cazuza, em junho de 2014 ele se consagrou no gênero da deep house, aumentando ainda mais o valor cobrado do seu show.

### 2015-presente: Internacionalização

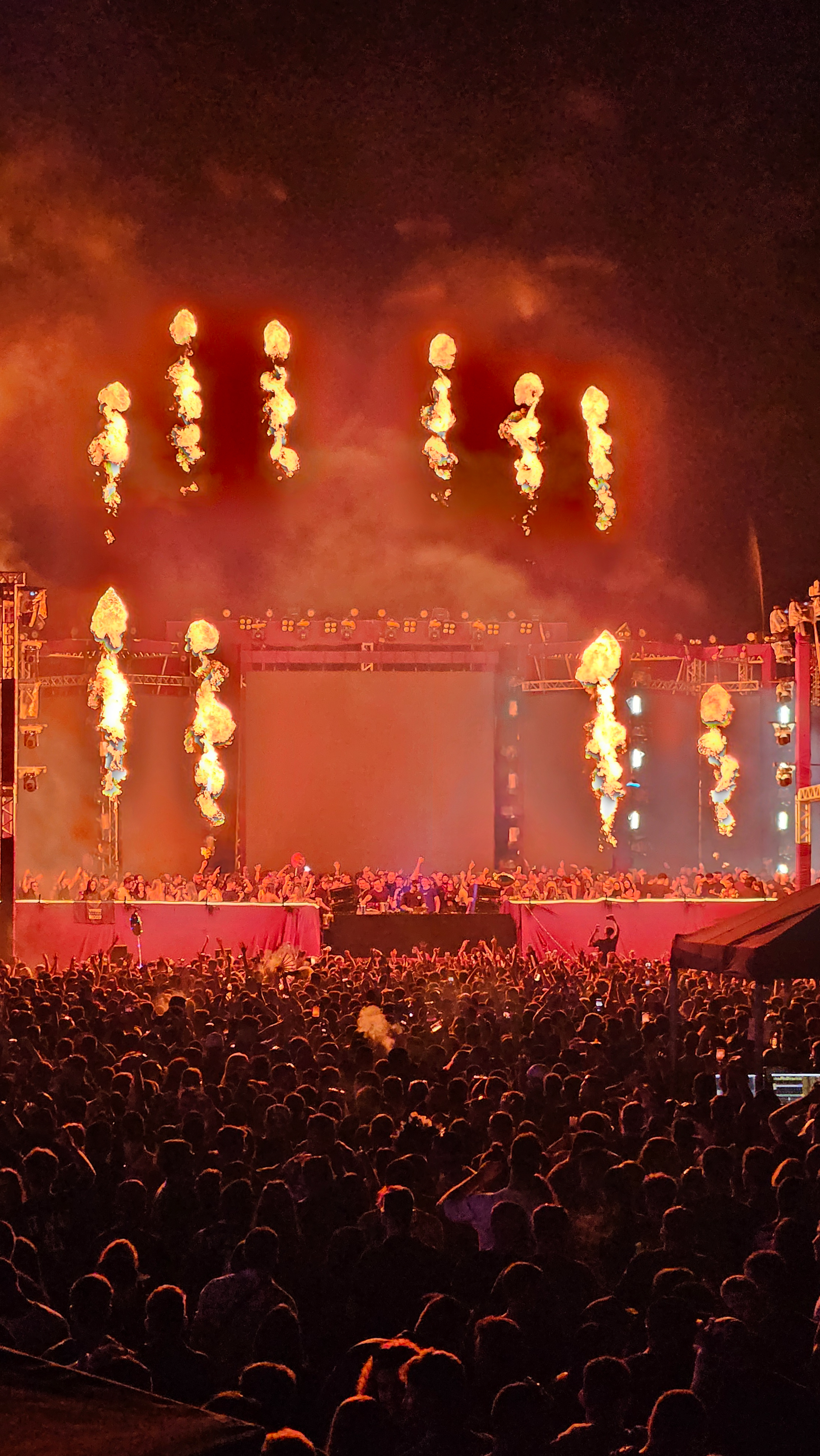
Vintage Culture se apresentando em Divinópolis, Brasil em março de 2024.

Em 28 de março de 2015, houve sua estreia no festival Lollapalooza Brasil no Palco Perry e logo depois a gravação do primeiro clipe internacional, "Slowing Down", em Nova Iorque. No mês seguinte, foi capa da edição de número 41ª da revista brasileira de música eletrônica House Mag e sua estreia no festival Tomorrowland Brasil no palco Smash the House a convite da dupla de DJ's belgas Dimitri Vegas & Like Mike. Meses depois, ele assinou com Lazy Bear o remix de "Higher Place" da dupla com o cantor norte-americano Ne-Yo.
Em junho de 2015, Vintage Culture realizava sua primeira turnê internacional, passando por países como Egito, Emirados Árabes, Turquia, Irlanda, Espanha e Bélgica. Em setembro, foi a vez de desbravar a África do Sul e voltar para o Brasil para sua primeira apresentação no Rock in Rio. Foi no evento da Entourage, o Kaballah Festival, que Lukas estreou sua nova intro apresentando o hit "Hollywood". 2015 foi marcado também por sua apresentação no ADE na noite da Loulou Records e no Live in Amsterdam com Goldfish e Bakermat. Fez também uma residência no Green Valley. E finalizando com Electric Daisy Carnival Brasil, onde Lukas se apresentou nos dois palcos, o neonGARDEN e o kineticFIELD (principal) substituindo Cazzette no encerramento do festival. Vintage Culture foi surpreendido por Skrillex no final de sua apresentação interagindo com os fãs. Depois do festival, Lukas foi convidado para se apresentar no palco principal do EDC México em fevereiro do próximo ano, seria um dos primeiros artistas a abrirem o kineticFIELD.
No primeiro trimestre de 2016, foi gravado em Hollywood o clipe da canção de nome homónimo, segunda gravação internacional da carreira, e por conta de problemas de saúde, teve de cancelar sua apresentação mais importante da carreira, na 18ª edição do Ultra Music Festival em Miami, onde ele se apresentaria no palco principal no sábado, dia 19 de março de 2016. Posteriomente, fechou contrato com a Spin Artist Agency, uma das maiores agências de representação internacional que tem em seu casting artistas como Avicii e Armin van Buuren, além do contrato com a gigante holandesa Spinnin' Records. Além de fechar o ano como dono do seu próprio clube, o Air Rooftop, localizado no centro de São Paulo.
Em 8 de julho de 2016 foi lançado seu quarto EP, denominado Hollywood pelo selo discográfico Ganzá, responsável pelos lançamentos de música eletrônica da Skol Music. No mercado internacional o álbum foi lançado pela gravadora de eletrônica holandesa Spinnin' Records. O EP conta com duas canções, uma delas de nome homónimo e "Do You Remember", remix da dupla Joy Corporation. O videoclipe de "Hollywood" foi lançado em 27 de setembro de 2016 no Youtube. Em 29 de julho de 2016 foi lançado um remix para "Drinkee", canção de Sofi Tukker com Slow Motion pela Ultra Records. A canção conseguiu um certo destaque no mercado internacional e deu início a expansão internacional do projeto.
Em 2018, acabou desenvolvendo crises de ansiedade, pois se sentia frustrado por não conseguir entrar no mercado internacional. Ele argumentou que suas músicas "funcionavam" no Brasil, mas não no mercado exterior. Com o advento da pandemia de COVID-19 em 2019, em que a população ficou em isolamento social, os shows também foram cancelados. Lukas, passou a produzir músicas incessantemente, lançando várias músicas na semana. No ano seguinte foram lançados "Slow Down", remix feito por Vintage e Slow Motion, e um remix da canção de Shouse, "Love Tonight" com Kiko Franco. Ambas as faixas, tiveram bastante destaque na Europa e Estados Unidos.
Em 2023, Vintage Culture manteve uma agenda repleta de apresentações ao longo do ano, não apenas em território brasileiro, mas também no exterior. Destacam-se alguns de seus shows, como o realizado em 16 de novembro na renomada casa noturna TAO Nightclub em Chicago e no Brooklyn Navy Yard, em Nova Iorque. Em 31 de dezembro, Vintage Culture encerrou o ano de 2023 com uma última apresentação no Uíki Parracho, em Porto Seguro.

## Estilo musical
O DJ tem foco principal em artistas da década de 80, como Depeche Mode, The Cure, The Cult, Queen, Pet Shop Boys, New Order, Duran Duran e artistas brasileiros da MPB como Cazuza. DJ's que o influenciam a fazer música incluem Frankie Knuckles e Karmon.

## Outros empreendimentos
Em parceria com seu amigo Henrique Vaz, eles lançaram em 2012 a marca Só Track Boa em que reunia alguns amigos para tocar músicas. Atualmente, ela é uma gravadora, marca de roupas e um festival de música. Ele afirma que foi um dos percursores no segmento: "Sempre quis investir. Ganhava dinheiro, mas colocava o dobro. Isso foi abrindo os caminhos, ninguém tinha essa estratégia", disse em entrevista para a revista GQ.

## Vida pessoal
Em novembro de 2024, seu pai acabou morrendo enquanto pescava em um barco. Ele acabou se afogando, já que não sabia nadar.

## Discografia

### Álbuns de estúdio
- Promised Land (2024)

## Filmografia

### Web Series

#### On the Road
Em seu 9º episódio, a web serie pode ser considerada um mini documentário sobre a vida, a carreira e trajetória do artista. Na série, os depoimentos de Vintage Culture são intercalados com cenas dos bastidores, shows e sessões de estúdio, além de alguns períodos de folga com os amigos.

#### WKND HI LIGHTS
Em pequenos vídeos de um minuto em média, Vintage Culture apresenta ao público um resumo dos seus finais de semanas.

## Prêmios e indicações

### DJ MAG
- Colocação 10 na lista de TOP 100 DJs do Mundo pela DJMag (2023)
- Colocação 11 na lista de TOP 100 DJs do Mundo pela DJMag (2022)
- Colocação 17 na lista de TOP 100 DJs do Mundo pela DJMag (2021)
- Colocação 30 na lista de TOP 100 DJs do Mundo pela DJMag (2020)
- Colocação 47 na lista de TOP 100 DJs do Mundo pela DJMag (2019)
- Colocação 19 na lista de TOP 100 DJs do Mundo pela DJMag (2018)
- Colocação 31 na lista de TOP 100 DJs do Mundo pela DJMag (2017)
- Colocação 54 na lista de TOP 100 DJs do Mundo pela DJMag (2016)

### House Mag
- N. 2 no TOP 50 DJS House Mag (2015)[38]
- N. 1 no TOP 50 DJS House Mag (2017)[39]

### Rio Music Conference
- Melhor DJ Big Room (2015)[40]